# NGC 1737
NGC 1737 је емисиона маглина у сазвежђу Златна риба која се налази на NGC листи објеката дубоког неба.
Деклинација објекта је - 69° 10' 28" а ректасцензија 4h 53m 57,8s. Привидна величина (магнитуда) објекта NGC 1737 износи 10,8. NGC 1737 је још познат и под ознакама ESO 56-EN20.